# Lost in France
A Lost in France Bonnie Tyler első slágere, amely felkerült több ország toplistájára.

## A dalról
1975-ben jelent meg a my My Honeycomb című kislemez Bonnie Tylertől az RCA gondozásában, ami nem hozta meg számára az igazi átütést. De miután Ronnie Scott és Steve Wolfe fantáziát láttak Tyler tehetségében, így közösen kezdtek el dolgozni egy új albumon. Meg is született 1976-ban a The World Starts Tonight melynek elsöprő slágere a Lost in France lett. Bonnie Tyler egy csapásra ismert és elismert lett hazájában és a világ számos pontján. Nagy Britanniában bekerült a Top 10-be Dél Afrikában pedig a játszási lista második helyét szerezte meg. Németországban 8 hónapig volt fent a toplistán! A mai napig énekli koncertjein ezt a mára már klasszikusnak számító örökzöldjét.

## Kislemez

### Lost in France "7 Single
| #   | Dalcím               | Zeneszerző                | Producer                  | Hossz |
| --- | -------------------- | ------------------------- | ------------------------- | ----- |
| 1/A | Lost in France       | Ronnie Scott, Steve Wolfe | Ronnie Scott, Steve Wolfe | 3:50  |
| 1/B | Baby, I Remember You | Ronnie Scott, Steve Wolfe | Ronnie Scott, Steve Wolfe | 3:25  |

## Toplista
| Ország             | Helyezés | Díj          |
| ------------------ | -------- | ------------ |
| Dél Afrika         | 2        | Platinalemez |
| Nyugat Németország | 3        | Platinalemez |
| UK                 | 9        | Aranylemez   |
| Ausztria           | 12       | Aranylemez   |
| Svédország         | 13       | Aranylemez   |
| Hollandia          | 24       | -            |
| Ausztrália         | 7        | -            |